# Zhongjianornis
Zhongjianornis – rodzaj ptaka żyjącego we wczesnej kredzie na obecnych terenach Azji. Został opisany w 2010 roku przez Zhou i współpracowników na podstawie niemal kompletnego szkieletu (IVPP V15900) pochodzącego z osadów formacji Jiufotang w chińskiej prowincji Liaoning. Zhongjianornis był stosunkowo duży w porównaniu do innych wczesnokredowych ptaków – osiągał rozmiary gołębia. Holotyp w chwili śmierci był dorosłym osobnikiem. Cechował się bezzębnymi szczękami zakończonymi ostrym dziobem. Inne wczesnokredowe ptaki o porównywalnych rozmiarach – Jeholornis i Sapeornis – miały wyższy stosunek długości skrzydeł do kończyn tylnych, były też uzębione. Confuciusornithidae były bardziej podobne do Zhongjianornis i również miały bezzębne dzioby, jednak ich skrzydła były stosunkowo krótsze w porównaniu do kończyn tylnych. Bazalne Ornithurae, takie jak Hongshanornis i Archaeorhynchus, także nie miały zębów, osiągały jednak mniejsze rozmiary niż Zhongjianornis.
Analiza filogenetyczna przeprowadzona przez Zhou i współpracowników sugeruje, że Zhongjianornis to jeden z najbardziej bazalnych znanych ptaków – bardziej zaawansowany od archeopteryksa, sapeornisa i jeholornisa, ale bazalniejszy niż pozostałe ptaki – Confuciusornithidae, Enantiornithes i Ornithurae. W takim przypadku byłby najbardziej bazalnym i najstarszym znanym bezzębnym ptakiem. Analiza przeprowadzona przez O'Connor i Zhou sugeruje jednak przynależność Zhongjianornis do Ornithurae, choć wsparcie dla takiej hipotezy jest względnie słabe.
Nazwa gatunku typowego rodzaju, Zhongjianornis yangi honoruje chińskiego paleontologa Yanga Zhongjiana.